# Metropolitan Area Projects Plan

Le Metropolitan Area Projects (siglé MAPS, qui signifie en anglais : cartes) ou en français : « programme régional d'aménagement métropolitain », est comme son nom l'indique, un programme urbain pluri-annuel de financement d'investissement. Ce concept a été créé dans les années 1990, pour Oklahoma City par son maire de l'époque, Ron Norick (en). Chaque programme MAPS regroupe plusieurs projets interdépendants d'investissement financés par une taxe locale temporaire de vente (permettant le paiement des projets en argent comptant, sans encourir au crédit). Chaque MAPS est financé par un impôt local affecté au compte de projet. 
Le projet de financement est co-administré par une équipe municipale, payée par le fond, et des citoyens-bénévoles du comité de surveillance.